# Konrad Nimetz
Konrad Nimetz (* 11. Jänner 1895 in Wien; † 10. März 1956 ebenda) war ein österreichischer Politiker (SPÖ) und Schlossermeister. Nimetz war von 1945 bis 1956 Abgeordneter zum Landtag von Niederösterreich.
Nimetz besuchte die Volks- und Bürgerschule und absolvierte danach eine Lehre als Schlosser. Nach dem Militärdienst 1915 verpflichtete er sich in der Folge zum Dienst im Militär. Nimetz machte sich 1923 als Schlosser in Berndorf selbständig und war nach dem Zweiten Weltkrieg von 1945 bis 1956 Bürgermeister von Berndorf. Zudem war er zwischen 1947 und 1950 Innungsmeister. Nimetz vertrat die SPÖ zwischen dem 12. Dezember 1945 und dem 10. März 1956 im Niederösterreichischen Landtag.